# Dietmar Bonnen
Dietmar Bonnen (* 27. Juli 1958 in Köln) ist ein deutscher Komponist und Pianist.

## Leben
Dietmar Bonnen absolvierte ein Studium der Musik und Kunst in Köln und Düsseldorf. 1981 gründete er das Avantgarde-Rock-Ensemble Fleisch, mit dem er mehrere CDs mit eigenen Kompositionen aufnahm. Nach zweijähriger Produktionszeit stellte er 1991 mit »Bonnen spielt …« eine CD mit Orgelmusik des 20. Jahrhunderts vor, die erstmals – ermöglicht durch Aufnahmetechniken der Pop-Musik – Orgeln und Akustiken aus verschiedenen Kirchen im selben Stück vereinigte. Neben Werken von György Ligeti, Paul Hindemith, Charles Ives und Max Reger wurden auch Kompositionen eingespielt, die speziell für dieses Projekt geschrieben wurden und auf herkömmlichen Orgeln nicht zu verwirklichen sind. Als Ersteinspielungen sind zwei frühe Stücke von John Cage enthalten: »Solo with Obbligato Accompaniment of Two Voices in Canon, and Six Short Inventions on the Subjects of the Solo« von 1933/34 und »Composition for Three Voices« von 1934.
In der Folgezeit entstanden viele CD-Produktionen in unterschiedlichen musikalischen Genres, etwa die einstündige Soundscape-Komposition »Beijing«, aufgenommen 1993/94 für den WDR in Peking und Köln, oder auch CDs, die Musik anderer Komponisten wie Frank Zappa, Hildegard von Bingen, Jimi Hendrix, Kurt Weill, Willie Dixon, Claudio Monteverdi in Neuarrangements präsentieren.
Konzerte in Europa, Asien, Südamerika und besonders Russland führten zu langjährigen Zusammenarbeiten mit dortigen Künstlern, so zur Gründung des Russisch-Deutschen Komponistenquartetts mit Alexei Aigi und Ivan Sokolov aus Moskau, Manfred Niehaus und Bonnen aus Köln.
Bonnen war bis Anfang 2018 Leiter des Kölner Kammerchores Les Saxosythes.
Über 70 CD-Produktionen in unterschiedlichen musikalischen Genres, Kompositionsaufträge für verschiedene Rundfunkanstalten, Theater etc.
Bestimmend für Bonnens eigene kompositorische Arbeit sind vor allem die Werke von Johann Sebastian Bach, Jimi Hendrix, Pier Paolo Pasolini, Joseph Beuys und John Cage, dessen Stücke sich auf vielen Produktionen Bonnens finden lassen.

## Kompositionen (Auswahl) alle auf CD erschienen
- Die Nachtwache (Konzert für Akkordeon und Streichorchester; Verlag Dohr)
- Beijing (Soundscape aus Peking)
- Muspilli (Komposition für Chor und Orgel; Verlag Dohr)
- Algarabia (Komposition für Sopran und Chor)
- Adagio (Komposition für Tasteninstrumente; Verlag Dohr)
- Quintett über eine Folge von Tönen bei Bach (Komposition für Bläserquintett; Verlag Dohr)
- Gazimagusa (Komposition für Elektronik und Klavier)
- Blau (Zyklus für Klavier; Verlag Dohr)
- Solovki / Rodini / Archangelos (3 Kompositionen graphische Notation für Kammerensemble; Verlag Dohr)
- Knäuel (Komposition für Trompete, Gitarre und Elektronik)
- Quatuor plus 2 (Komposition für 3 Schlagzeuge, Orgel, Klarinette und Gitarre)
- Ouroboros (Komposition für 3 Schlagzeuge, Elektronik und Klarinette)
- i.m.J.C. (Komposition für Elektronik)
- Ondas (Bearbeitungen Sephardischer Musik) mit Maria Jonas
- lapis lapides (Musik von Hildegard von Bingen)
- buchara (Komposition für Kontrabass, Präpariertes Klavier und Viola) mit Andreas Schilling
- Die Wolke des Vergessens (Komposition für Kammerensemble)
- Früher, als wir die großen Ströme noch … (Suite für Sprecher und Ensemble) mit Peter Rühmkorf und Andreas Schilling
- Ben und seine Freunde im Konzert (Zyklus für Klangskulpturen) mit Peter Hölscher und Andreas Schilling
- Thai (Ambient-Komposition für Kontrabass, Perkussion, Klavier und Soundscape)
- Ryoan-ji (Komposition für 5 Melodie-Instrumente und Perkussion)
- Medea (Komposition für 3 Violoncelli, 3 Elektrische Gitarren, 2 Hihats, Gran Cassa und Elektronik)
- Chronotopia (Komposition für Kammerensemble)
- archet-en-ciel (Komposition für Violoncello und Elektronik)
- NYC Museums Cycle
- Meetings with Remarkable Melodies (Georges I. Gurdjieff Arrangements)

Sein Werk wird in Teilen durch den Verlag Dohr veröffentlicht.